# The Dome/Diskografie
Diese Diskografie ist eine Übersicht über die musikalischen Werke der deutschen Kompilation-Reihe The Dome. In Deutschland erreichten mehr als 50 Ausgaben der The-Dome-Reihe die Spitzenposition der deutschen Compilationcharts. Damit ist es nach der Bravo-Hits-Reihe die zweiterfolgreichste Samplerreihe in Deutschland.

## Alben

### The Dome Vol.
| Jahr | Titel             | Höchstplatzierung, Gesamtwochen, AuszeichnungChartplatzierungen (Jahr, Titel, Platzierungen, Wochen, Auszeichnungen, Anmerkungen) | Höchstplatzierung, Gesamtwochen, AuszeichnungChartplatzierungen (Jahr, Titel, Platzierungen, Wochen, Auszeichnungen, Anmerkungen) | Höchstplatzierung, Gesamtwochen, AuszeichnungChartplatzierungen (Jahr, Titel, Platzierungen, Wochen, Auszeichnungen, Anmerkungen) | Anmerkungen                              |
| Jahr | Titel             | DE | AT | CH | Anmerkungen                              |
| ---- | ----------------- | --- | --- | --- | ---------------------------------------- |
| 1997 | The Dome Vol. 1   | DE3 (10 Wo.)DE | AT8 (1 Wo.)AT | — | Erstveröffentlichung: 30. Januar 1997    |
| 1997 | The Dome Vol. 2   | DE1 (12 Wo.)DE | AT3 (5 Wo.)AT | CH8 (4 Wo.)CH | Erstveröffentlichung: 9. Mai 1997        |
| 1997 | The Dome Vol. 3   | DE3 (13 Wo.)DE | AT2 (6 Wo.)AT | CH10 (4 Wo.)CH | Erstveröffentlichung: 15. August 1997    |
| 1997 | The Dome Vol. 4   | DE1 (12 Wo.)DE | AT5 (8 Wo.)AT | CH8 (6 Wo.)CH | Erstveröffentlichung: 8. Dezember 1997   |
| 1998 | The Dome Vol. 5   | DE2 (13 Wo.)DE | AT2 (7 Wo.)AT | CH4 (10 Wo.)CH | Erstveröffentlichung: 13. April 1998     |
| 1998 | The Dome Vol. 6   | DE3 (12 Wo.)DE | AT3 (12 Wo.)AT | CH2 Gold · (12 Wo.)CH | Erstveröffentlichung: 7. Juli 1998       |
| 1998 | The Dome Vol. 7   | DE3 (9 Wo.)DE | AT3 (8 Wo.)AT | CH3 (9 Wo.)CH | Erstveröffentlichung: 28. September 1998 |
| 1998 | The Dome Vol. 8   | DE4 (10 Wo.)DE | AT4 (8 Wo.)AT | CH4 Gold · (10 Wo.)CH | Erstveröffentlichung: 14. Dezember 1998  |
| 1999 | The Dome Vol. 9   | DE1 (12 Wo.)DE | AT3 (9 Wo.)AT | CH2 Gold · (12 Wo.)CH | Erstveröffentlichung: 29. März 1999      |
| 1999 | The Dome Vol. 10  | DE1 (13 Wo.)DE | AT2 (9 Wo.)AT | CH1 Gold · (10 Wo.)CH | Erstveröffentlichung: 7. Juni 1999       |
| 1999 | The Dome Vol. 11  | DE2 (11 Wo.)DE | AT2 (7 Wo.)AT | CH2 Gold · (9 Wo.)CH | Erstveröffentlichung: 13. September 1999 |
| 1999 | The Dome Vol. 12  | DE2 (12 Wo.)DE | AT4 (8 Wo.)AT | CH2 Gold · (11 Wo.)CH | Erstveröffentlichung: 29. November 1999  |
| 2000 | The Dome Vol. 13  | DE1 (11 Wo.)DE | AT2 (8 Wo.)AT | CH2 Gold · (10 Wo.)CH | Erstveröffentlichung: 20. März 2000      |
| 2000 | The Dome Vol. 14  | DE2 (16 Wo.)DE | AT2 (13 Wo.)AT | CH2 Gold · (14 Wo.)CH | Erstveröffentlichung: 26. Mai 2000       |
| 2000 | The Dome Vol. 15  | DE2 (13 Wo.)DE | AT2 (7 Wo.)AT | CH2 (10 Wo.)CH | Erstveröffentlichung: 1. September 2000  |
| 2000 | The Dome Vol. 16  | DE2 (9 Wo.)DE | AT5 (7 Wo.)AT | CH4 (11 Wo.)CH | Erstveröffentlichung: 11. Dezember 2000  |
| 2001 | The Dome Vol. 17  | DE2 (11 Wo.)DE | AT2 (10 Wo.)AT | CH1 (9 Wo.)CH | Erstveröffentlichung: 2. März 2001       |
| 2001 | The Dome Vol. 18  | DE2 (15 Wo.)DE | AT3 (8 Wo.)AT | CH3 Gold · (10 Wo.)CH | Erstveröffentlichung: 11. Mai 2001       |
| 2001 | The Dome Vol. 19  | DE1 (12 Wo.)DE | AT3 (8 Wo.)AT | CH2 (10 Wo.)CH | Erstveröffentlichung: 3. September 2001  |
| 2001 | The Dome Vol. 20  | DE1 (11 Wo.)DE | AT3 (8 Wo.)AT | CH4 (8 Wo.)CH | Erstveröffentlichung: 7. Dezember 2001   |
| 2002 | The Dome Vol. 21  | DE1 (13 Wo.)DE | AT3 (11 Wo.)AT | CH2 Gold · (10 Wo.)CH | Erstveröffentlichung: 11. März 2002      |
| 2002 | The Dome Vol. 22  | DE2 (15 Wo.)DE | AT2 (15 Wo.)AT | CH3 (9 Wo.)CH | Erstveröffentlichung: 31. Mai 2002       |
| 2002 | The Dome Vol. 23  | DE1 (11 Wo.)DE | AT2 (11 Wo.)AT | CH3 (8 Wo.)CH | Erstveröffentlichung: 13. September 2002 |
| 2002 | The Dome Vol. 24  | DE1 (11 Wo.)DE | AT4 (10 Wo.)AT | CH9 (6 Wo.)CH | Erstveröffentlichung: 6. Dezember 2002   |
| 2003 | The Dome Vol. 25  | DE1 (13 Wo.)DE | AT2 (10 Wo.)AT | CH2 (8 Wo.)CH | Erstveröffentlichung: 7. März 2003       |
| 2003 | The Dome Vol. 26  | DE1 (14 Wo.)DE | AT2 (12 Wo.)AT | CH2 (9 Wo.)CH | Erstveröffentlichung: 30. Mai 2003       |
| 2003 | The Dome Vol. 27  | DE1 (12 Wo.)DE | AT3 (10 Wo.)AT | CH2 (9 Wo.)CH | Erstveröffentlichung: 12. September 2003 |
| 2003 | The Dome Vol. 28  | DE1 (14 Wo.)DE | AT3 (9 Wo.)AT | CH3 (8 Wo.)CH | Erstveröffentlichung: 5. Dezember 2003   |
| 2004 | The Dome Vol. 29  | DE1 (14 Wo.)DE | AT2 (12 Wo.)AT | CH1 (8 Wo.)CH | Erstveröffentlichung: 5. März 2004       |
| 2004 | The Dome Vol. 30  | DE1 (15 Wo.)DE | AT2 (10 Wo.)AT | CH2 (6 Wo.)CH | Erstveröffentlichung: 4. Juni 2004       |
| 2004 | The Dome Vol. 31  | DE1 (14 Wo.)DE | AT3 (10 Wo.)AT | CH2 (11 Wo.)CH | Erstveröffentlichung: 3. September 2004  |
| 2004 | The Dome Vol. 32  | DE1 (14 Wo.)DE | AT6 (9 Wo.)AT | CH5 (7 Wo.)CH | Erstveröffentlichung: 3. Dezember 2004   |
| 2005 | The Dome Vol. 33  | DE1 (15 Wo.)DE | AT2 (13 Wo.)AT | CH1 (10 Wo.)CH | Erstveröffentlichung: 25. Februar 2005   |
| 2005 | The Dome Vol. 34  | DE1 (16 Wo.)DE | AT3 (10 Wo.)AT | CH1 (9 Wo.)CH | Erstveröffentlichung: 20. Mai 2005       |
| 2005 | The Dome Vol. 35  | DE1 (14 Wo.)DE | AT2 (13 Wo.)AT | CH1 (12 Wo.)CH | Erstveröffentlichung: 2. September 2005  |
| 2005 | The Dome Vol. 36  | DE2 (16 Wo.)DE | AT4 (9 Wo.)AT | CH5 (9 Wo.)CH | Erstveröffentlichung: 2. Dezember 2005   |
| 2006 | The Dome Vol. 37  | DE1 (14 Wo.)DE | AT3 (11 Wo.)AT | CH2 (9 Wo.)CH | Erstveröffentlichung: 17. März 2006      |
| 2006 | The Dome Vol. 38  | DE1 (15 Wo.)DE | AT2 (13 Wo.)AT | CH8 (5 Wo.)CH | Erstveröffentlichung: 2. Juni 2006       |
| 2006 | The Dome Vol. 39  | DE1 (14 Wo.)DE | AT3 (10 Wo.)AT | CH3 (7 Wo.)CH | Erstveröffentlichung: 1. September 2006  |
| 2006 | The Dome Vol. 40  | DE1 (15 Wo.)DE | AT5 (8 Wo.)AT | CH3 (10 Wo.)CH | Erstveröffentlichung: 1. Dezember 2006   |
| 2007 | The Dome Vol. 41  | DE1 (16 Wo.)DE | AT2 (12 Wo.)AT | CH3 (10 Wo.)CH | Erstveröffentlichung: 9. März 2007       |
| 2007 | The Dome Vol. 42  | DE1 (23 Wo.)DE | AT3 (14 Wo.)AT | CH3 (6 Wo.)CH | Erstveröffentlichung: 1. Juni 2007       |
| 2007 | The Dome Vol. 43  | DE1 (14 Wo.)DE | AT2 (10 Wo.)AT | CH4 (8 Wo.)CH | Erstveröffentlichung: 7. September 2007  |
| 2007 | The Dome Vol. 44  | DE1 (18 Wo.)DE | AT2 (14 Wo.)AT | CH8 (7 Wo.)CH | Erstveröffentlichung: 16. November 2007  |
| 2008 | The Dome Vol. 45  | DE1 (17 Wo.)DE | AT3 (11 Wo.)AT | CH5 (8 Wo.)CH | Erstveröffentlichung: 14. März 2008      |
| 2008 | The Dome Vol. 46  | DE1 (18 Wo.)DE | AT3 (11 Wo.)AT | CH4 (6 Wo.)CH | Erstveröffentlichung: 30. Mai 2008       |
| 2008 | The Dome Vol. 47  | DE1 (15 Wo.)DE | AT2 (11 Wo.)AT | CH4 (10 Wo.)CH | Erstveröffentlichung: 5. September 2008  |
| 2008 | The Dome Vol. 48  | DE1 (17 Wo.)DE | AT3 (11 Wo.)AT | CH4 (8 Wo.)CH | Erstveröffentlichung: 5. Dezember 2008   |
| 2009 | The Dome Vol. 49  | DE1 (18 Wo.)DE | AT1 (12 Wo.)AT | CH3 (11 Wo.)CH | Erstveröffentlichung: 6. März 2009       |
| 2009 | The Dome Vol. 50  | DE1 (18 Wo.)DE | AT3 (13 Wo.)AT | CH2 (9 Wo.)CH | Erstveröffentlichung: 29. Mai 2009       |
| 2009 | The Dome Vol. 51  | DE1 (14 Wo.)DE | AT5 (10 Wo.)AT | CH4 (10 Wo.)CH | Erstveröffentlichung: 4. September 2009  |
| 2009 | The Dome Vol. 52  | DE2 (19 Wo.)DE | AT4 (13 Wo.)AT | CH8 (6 Wo.)CH | Erstveröffentlichung: 27. November 2009  |
| 2010 | The Dome Vol. 53  | DE1 (16 Wo.)DE | AT2 (8 Wo.)AT | CH3 (10 Wo.)CH | Erstveröffentlichung: 19. März 2010      |
| 2010 | The Dome Vol. 54  | DE1 (15 Wo.)DE | AT3 (10 Wo.)AT | CH2 (8 Wo.)CH | Erstveröffentlichung: 28. Mai 2010       |
| 2010 | The Dome Vol. 55  | DE1 (13 Wo.)DE | AT2 (11 Wo.)AT | CH2 (11 Wo.)CH | Erstveröffentlichung: 3. September 2010  |
| 2010 | The Dome Vol. 56  | DE2 (16 Wo.)DE | AT2 (12 Wo.)AT | CH6 (9 Wo.)CH | Erstveröffentlichung: 3. Dezember 2010   |
| 2011 | The Dome Vol. 57  | DE1 (17 Wo.)DE | AT2 (11 Wo.)AT | CH2 (11 Wo.)CH | Erstveröffentlichung: 18. März 2011      |
| 2011 | The Dome Vol. 58  | DE1 (16 Wo.)DE | AT2 (8 Wo.)AT | CH3 (8 Wo.)CH | Erstveröffentlichung: 3. Juni 2011       |
| 2011 | The Dome Vol. 59  | DE2 (15 Wo.)DE | AT3 (11 Wo.)AT | CH3 (11 Wo.)CH | Erstveröffentlichung: 2. September 2011  |
| 2011 | The Dome Vol. 60  | DE3 (17 Wo.)DE | AT3 (11 Wo.)AT | CH2 (15 Wo.)CH | Erstveröffentlichung: 2. Dezember 2011   |
| 2012 | The Dome Vol. 61  | DE1 (17 Wo.)DE | AT2 (12 Wo.)AT | CH2 (11 Wo.)CH | Erstveröffentlichung: 16. März 2012      |
| 2012 | The Dome Vol. 62  | DE1 (18 Wo.)DE | AT1 (10 Wo.)AT | CH3 (7 Wo.)CH | Erstveröffentlichung: 1. Juni 2012       |
| 2012 | The Dome Vol. 63  | DE1 (13 Wo.)DE | AT4 (11 Wo.)AT | CH4 (11 Wo.)CH | Erstveröffentlichung: 31. August 2012    |
| 2012 | The Dome Vol. 64  | DE3 (18 Wo.)DE | AT3 (14 Wo.)AT | CH5 (10 Wo.)CH | Erstveröffentlichung: 30. November 2012  |
| 2013 | The Dome Vol. 65  | DE1 (6 Wo.)DE | AT4 (6 Wo.)AT | CH2 (6 Wo.)CH | Erstveröffentlichung: 15. März 2013      |
| 2013 | The Dome Vol. 66  | DE1 (18 Wo.)DE | AT2 (13 Wo.)AT | CH2 (7 Wo.)CH | Erstveröffentlichung: 7. Juni 2013       |
| 2013 | The Dome Vol. 67  | DE2 (14 Wo.)DE | AT4 (11 Wo.)AT | CH4 (10 Wo.)CH | Erstveröffentlichung: 30. August 2013    |
| 2013 | The Dome Vol. 68  | DE3 (17 Wo.)DE | AT4 (12 Wo.)AT | CH7 (10 Wo.)CH | Erstveröffentlichung: 6. Dezember 2013   |
| 2014 | The Dome Vol. 69  | DE1 (17 Wo.)DE | AT2 (11 Wo.)AT | CH4 (7 Wo.)CH | Erstveröffentlichung: 14. März 2014      |
| 2014 | The Dome Vol. 70  | DE1 (18 Wo.)DE | AT2 (7 Wo.)AT | CH3 (6 Wo.)CH | Erstveröffentlichung: 6. Juni 2014       |
| 2014 | The Dome Vol. 71  | DE2 (13 Wo.)DE | AT3 (10 Wo.)AT | CH5 (9 Wo.)CH | Erstveröffentlichung: 5. September 2014  |
| 2014 | The Dome Vol. 72  | DE3 (15 Wo.)DE | AT10 (9 Wo.)AT | CH13 (8 Wo.)CH | Erstveröffentlichung: 5. Dezember 2014   |
| 2015 | The Dome Vol. 73  | DE2 (23 Wo.)DE | AT2 (13 Wo.)AT | CH3 (13 Wo.)CH | Erstveröffentlichung: 6. März 2015       |
| 2015 | The Dome Vol. 74  | DE2 (15 Wo.)DE | AT5 (7 Wo.)AT | CH4 (5 Wo.)CH | Erstveröffentlichung: 5. Juni 2015       |
| 2015 | The Dome Vol. 75  | DE1 (13 Wo.)DE | AT4 (9 Wo.)AT | CH4 (9 Wo.)CH | Erstveröffentlichung: 4. September 2015  |
| 2015 | The Dome Vol. 76  | DE3 (16 Wo.)DE | AT7 (4 Wo.)AT | CH6 (5 Wo.)CH | Erstveröffentlichung: 4. Dezember 2015   |
| 2016 | The Dome Vol. 77  | DE2 (17 Wo.)DE | AT3 (12 Wo.)AT | CH2 (10 Wo.)CH | Erstveröffentlichung: 11. März 2016      |
| 2016 | The Dome Vol. 78  | DE1 (20 Wo.)DE | AT4 (13 Wo.)AT | CH4 (7 Wo.)CH | Erstveröffentlichung: 3. Juni 2016       |
| 2016 | The Dome Vol. 79  | DE2 (13 Wo.)DE | AT3 (10 Wo.)AT | CH4 (9 Wo.)CH | Erstveröffentlichung: 2. September 2016  |
| 2016 | The Dome Vol. 80  | DE2 (20 Wo.)DE | AT7 (10 Wo.)AT | CH3 (6 Wo.)CH | Erstveröffentlichung: 2. Dezember 2016   |
| 2017 | The Dome Vol. 81  | DE2 (16 Wo.)DE | AT3 (12 Wo.)AT | CH2 (11 Wo.)CH | Erstveröffentlichung: 17. März 2017      |
| 2017 | The Dome Vol. 82  | DE2 (21 Wo.)DE | AT4 (8 Wo.)AT | CH4 (8 Wo.)CH | Erstveröffentlichung: 2. Juni 2017       |
| 2017 | The Dome Vol. 83  | DE2 (13 Wo.)DE | AT5 (10 Wo.)AT | CH3 (10 Wo.)CH | Erstveröffentlichung: 1. September 2017  |
| 2017 | The Dome Vol. 84  | DE3 (21 Wo.)DE | AT7 (11 Wo.)AT | CH3 (7 Wo.)CH | Erstveröffentlichung: 1. Dezember 2017   |
| 2018 | The Dome Vol. 85  | DE2 (14 Wo.)DE | AT3 (10 Wo.)AT | CH4 (10 Wo.)CH | Erstveröffentlichung: 16. März 2018      |
| 2018 | The Dome Vol. 86  | DE2 (17 Wo.)DE | AT3 (10 Wo.)AT | CH7 (6 Wo.)CH | Erstveröffentlichung: 1. Juni 2018       |
| 2018 | The Dome Vol. 87  | DE2 (14 Wo.)DE | AT3 (11 Wo.)AT | CH3 (11 Wo.)CH | Erstveröffentlichung: 31. August 2018    |
| 2018 | The Dome Vol. 88  | DE2 (20 Wo.)DE | AT6 (6 Wo.)AT | CH5 (4 Wo.)CH | Erstveröffentlichung: 30. November 2018  |
| 2019 | The Dome Vol. 89  | DE2 (16 Wo.)DE | AT4 (12 Wo.)AT | CH6 (6 Wo.)CH | Erstveröffentlichung: 8. März 2019       |
| 2019 | The Dome Vol. 90  | DE1 (19 Wo.)DE | AT4 (10 Wo.)AT | CH7 (4 Wo.)CH | Erstveröffentlichung: 31. Mai 2019       |
| 2019 | The Dome Vol. 91  | DE2 (12 Wo.)DE | AT6 (9 Wo.)AT | CH3 (8 Wo.)CH | Erstveröffentlichung: 30. August 2019    |
| 2019 | The Dome Vol. 92  | DE3 (18 Wo.)DE | AT7 (12 Wo.)AT | CH6 (2 Wo.)CH | Erstveröffentlichung: 1. November 2019   |
| 2020 | The Dome Vol. 93  | DE2 (… Wo.)DE | AT6 (… Wo.)AT | CH5 (… Wo.)CH | Erstveröffentlichung: 6. März 2020       |
| 2020 | The Dome Vol. 94  | DE2 (… Wo.)DE | — | — | Erstveröffentlichung: 5. Juni 2020       |
| 2020 | The Dome Vol. 95  | — | — | — | Erstveröffentlichung: 28. August 2020    |
| 2020 | The Dome Vol. 96  | — | — | — | Erstveröffentlichung: 27. November 2020  |
| 2021 | The Dome Vol. 97  | — | — | — | Erstveröffentlichung: 19. März 2021      |
| 2021 | The Dome Vol. 98  | — | — | — | Erstveröffentlichung: 4. Juni 2021       |
| 2021 | The Dome Vol. 99  | — | — | — | Erstveröffentlichung: 27. August 2021    |
| 2021 | The Dome Vol. 100 | — | — | — | Erstveröffentlichung: 5. November 2021   |
| 2022 | The Dome Vol. 101 | — | — | — | Erstveröffentlichung: 18. März 2022      |
| 2022 | The Dome Vol. 102 | — | — | — | Erstveröffentlichung: 2. September 2022  |
| 2022 | The Dome Vol. 103 | — | — | — | Erstveröffentlichung: 25. November 2022  |
| 2023 | The Dome Vol. 104 | — | — | — | Erstveröffentlichung: 17. März 2023      |
| 2023 | The Dome Vol. 105 | — | — | — | Erstveröffentlichung: 1. September 2023  |
| 2023 | The Dome Vol. 106 | — | — | — | Erstveröffentlichung: 24. November 2023  |
| 2024 | The Dome Vol. 107 | — | — | — | Erstveröffentlichung: 15. März 2024      |
| 2024 | The Dome Vol. 108 | — | — | — | Erstveröffentlichung: 30. August 2024    |
| 2024 | The Dome Vol. 109 | — | — | — | Erstveröffentlichung: 22. November 2024  |
| 2025 | The Dome Vol. 110 | — | — | — | Erstveröffentlichung: 21. März 2025      |

### The Dome Summer
| Jahr | Titel                | Höchstplatzierung, Gesamtwochen, AuszeichnungChartplatzierungen (Jahr, Titel, Platzierungen, Wochen, Auszeichnungen, Anmerkungen) | Höchstplatzierung, Gesamtwochen, AuszeichnungChartplatzierungen (Jahr, Titel, Platzierungen, Wochen, Auszeichnungen, Anmerkungen) | Höchstplatzierung, Gesamtwochen, AuszeichnungChartplatzierungen (Jahr, Titel, Platzierungen, Wochen, Auszeichnungen, Anmerkungen) | Anmerkungen                          |
| Jahr | Titel                | DE | AT | CH | Anmerkungen                          |
| ---- | -------------------- | --- | --- | --- | ------------------------------------ |
| 2003 | The Dome Summer 2003 | DE3 (11 Wo.)DE | AT3 (8 Wo.)AT | CH4 (8 Wo.)CH | Erstveröffentlichung: 4. August 2003 |
| 2004 | The Dome Summer 2004 | DE1 (13 Wo.)DE | AT1 (11 Wo.)AT | CH2 (11 Wo.)CH | Erstveröffentlichung: 16. Juli 2004  |
| 2005 | The Dome Summer 2005 | DE1 (15 Wo.)DE | AT1 (11 Wo.)AT | CH1 (11 Wo.)CH | Erstveröffentlichung: 15. Juli 2005  |
| 2006 | The Dome Summer 2006 | DE1 (15 Wo.)DE | AT2 (10 Wo.)AT | CH1 (11 Wo.)CH | Erstveröffentlichung: 14. Juli 2006  |
| 2007 | The Dome Summer 2007 | DE1 (16 Wo.)DE | AT1 (11 Wo.)AT | CH1 (12 Wo.)CH | Erstveröffentlichung: 13. Juli 2007  |
| 2008 | The Dome Summer 2008 | DE1 (17 Wo.)DE | AT2 (13 Wo.)AT | CH1 (12 Wo.)CH | Erstveröffentlichung: 11. Juli 2008  |
| 2009 | The Dome Summer 2009 | DE1 (17 Wo.)DE | AT1 (13 Wo.)AT | CH1 (14 Wo.)CH | Erstveröffentlichung: 10. Juli 2009  |
| 2010 | The Dome Summer 2010 | DE1 (17 Wo.)DE | AT2 (13 Wo.)AT | CH1 (12 Wo.)CH | Erstveröffentlichung: 9. Juli 2010   |
| 2011 | The Dome Summer 2011 | DE1 (17 Wo.)DE | AT1 (12 Wo.)AT | CH1 (14 Wo.)CH | Erstveröffentlichung: 8. Juli 2011   |
| 2012 | The Dome Summer 2012 | DE1 (17 Wo.)DE | AT1 (14 Wo.)AT | CH1 (13 Wo.)CH | Erstveröffentlichung: 6. Juli 2012   |
| 2013 | The Dome Summer 2013 | DE1 (16 Wo.)DE | AT2 (14 Wo.)AT | CH1 (10 Wo.)CH | Erstveröffentlichung: 12. Juli 2013  |
| 2014 | The Dome Summer 2014 | DE1 (15 Wo.)DE | AT5 (11 Wo.)AT | CH2 (10 Wo.)CH | Erstveröffentlichung: 11. Juli 2014  |
| 2015 | The Dome Summer 2015 | DE1 (17 Wo.)DE | AT4 (9 Wo.)AT | CH2 (11 Wo.)CH | Erstveröffentlichung: 10. Juli 2015  |
| 2016 | The Dome Summer 2016 | DE1 (15 Wo.)DE | AT3 (10 Wo.)AT | CH2 (13 Wo.)CH | Erstveröffentlichung: 8. Juli 2016   |
| 2017 | The Dome Summer 2017 | DE1 (18 Wo.)DE | AT3 (16 Wo.)AT | CH3 (13 Wo.)CH | Erstveröffentlichung: 7. Juli 2017   |
| 2018 | The Dome Summer 2018 | DE1 (18 Wo.)DE | AT6 (15 Wo.)AT | CH5 (9 Wo.)CH | Erstveröffentlichung: 6. Juli 2018   |
| 2019 | The Dome Summer 2019 | DE1 (17 Wo.)DE | AT4 (15 Wo.)AT | CH2 (14 Wo.)CH | Erstveröffentlichung: 5. Juli 2019   |
| 2020 | The Dome Summer 2020 | — | — | — | Erstveröffentlichung: 10. Juli 2020  |
| 2021 | The Dome Summer 2021 | — | — | — | Erstveröffentlichung: 9. Juli 2021   |
| 2022 | The Dome Summer 2022 | — | — | — | Erstveröffentlichung: 3. Juni 2022   |
| 2023 | The Dome Summer 2023 | — | — | — | Erstveröffentlichung: 2. Juni 2023   |
| 2024 | The Dome Summer 2024 | — | — | — | Erstveröffentlichung: 7. Juni 2024   |
| 2025 | The Dome Summer 2025 | — | — | — | Erstveröffentlichung: 6. Juni 2025   |

### Best Of
| Jahr | Titel                         | Höchstplatzierung, Gesamtwochen, AuszeichnungChartplatzierungen (Jahr, Titel, Platzierungen, Wochen, Auszeichnungen, Anmerkungen) | Höchstplatzierung, Gesamtwochen, AuszeichnungChartplatzierungen (Jahr, Titel, Platzierungen, Wochen, Auszeichnungen, Anmerkungen) | Höchstplatzierung, Gesamtwochen, AuszeichnungChartplatzierungen (Jahr, Titel, Platzierungen, Wochen, Auszeichnungen, Anmerkungen) | Anmerkungen                           |
| Jahr | Titel                         | DE | AT | CH | Anmerkungen                           |
| ---- | ----------------------------- | --- | --- | --- | ------------------------------------- |
| 2002 | Let’s Dome – The Very Best Of | DE13 (3 Wo.)DE | — | CH12 (4 Wo.)CH | Erstveröffentlichung: 21. Januar 2002 |

## Auszeichnungen für Musikverkäufe
Anmerkung: Auszeichnungen in Ländern aus den Charttabellen bzw. Chartboxen sind in ebendiesen zu finden.
| Land/RegionAuszeichnungen für Musikverkäufe (Land/Region, Auszeichnungen, Verkäufe, Quellen) | Gold       | Platin | Verkäufe | Quellen      |
| -------------------------------------------------------------------------------------------- | ---------- | ------ | -------- | ------------ |
| Schweiz (IFPI)                                                                               | 10× Gold10 | —      | 240.000  | hitparade.ch |
| Insgesamt                                                                                    | 10× Gold10 | —      |          |              |